# Taktaszada
Taktaszada är en ort i Ungern.   Den ligger i provinsen Borsod-Abaúj-Zemplén, i den nordöstra delen av landet, 170 km öster om huvudstaden Budapest. Taktaszada ligger 95 meter över havet och antalet invånare är 2 067.
Terrängen runt Taktaszada är huvudsakligen platt, men norrut är den kuperad. Runt Taktaszada är det ganska tätbefolkat, med 56 invånare per kvadratkilometer. Närmaste större samhälle är Szerencs, 5,2 km norr om Taktaszada. Trakten runt Taktaszada består till största delen av jordbruksmark.